# Wilhelm Geerken
Wilhelm Geerken (* 11. Juli 1881 in Horst/Holstein; † 16. Juni 1969 in Buxtehude) war ein deutscher Politiker (SPD).
Geerken begann nach dem Besuch der Volksschule eine kaufmännische Lehre. Er arbeitete bis 1901 als Handlungsgehilfe und war zwischen 1901 und 1903 Soldat. Nach dieser Tätigkeit war er zwischen 1903 und 1905 erneut in verschiedenen Firmen als Handlungsgehilfe und Reisender beschäftigt. Nebenbei war er seit 1904 als selbständiger Kaufmann tätig. Im Jahr 1906 gründete er daher sein eigenes Geschäft in Buxtehude. Im Ersten Weltkrieg wurde er zwischen 1914 und 1918 Kriegsteilnehmer.
Nach dem Ende des Krieges trat er 1919 in die SPD ein und wurde Vorsitzender der SPD im Kreisverband Jork sowie stellvertretender Vorsitzender des Unterbezirks Unterelbe. Bereits seit 1919 war er in der Stadtvertretung Buxtehude und im Kreistag Jork tätig. Diese Ämter verlor er erst 1933 mit der Machtergreifung. Nach 1933 wurde Geerken mehrfach verhaftet und im Jahr 1944 kurze Zeit im Arbeitserziehungslager Farge inhaftiert.

## Öffentliche Ämter
Nach Ende des Zweiten Weltkrieges wurde er von 1945 bis 1948 Bürgermeister der Stadt Buxtehude. Geerken wurde ferner Mitglied des ernannten Hannoverschen Landtages vom 23. August 1946 bis
29. Oktober 1946.
Im Anschluss wurde er Mitglied des ernannten Niedersächsischen Landtages vom 9. Dezember 1946 bis 28. März 1947. Als gewähltes Mitglied zog er in den Niedersächsischen Landtages in der ersten und Zweiten Wahlperiode vom 20. April 1947 bis 5. Mai 1955 ein.

## Quelle
- Barbara Simon: Abgeordnete in Niedersachsen 1946–1994. Biographisches Handbuch. Hrsg. vom Präsidenten des Niedersächsischen Landtages. Niedersächsischer Landtag, Hannover 1996, S. 114–115.

| Personendaten    | Personendaten                  |
| ---------------- | ------------------------------ |
| NAME             | Geerken, Wilhelm               |
| KURZBESCHREIBUNG | deutscher Politiker (SPD), MdL |
| GEBURTSDATUM     | 11. Juli 1881                  |
| GEBURTSORT       | Horst (Holstein)               |
| STERBEDATUM      | 16. Juni 1969                  |
| STERBEORT        | Buxtehude                      |